# Grant Gibbs
Grant Randall Gibbs (Marion, 22 luglio 1989) è un allenatore di pallacanestro ed ex cestista statunitense.